# Ablis
Ablis [abli]   est une commune française située dans le département des Yvelines en région Île-de-France.

## Géographie

### Situation

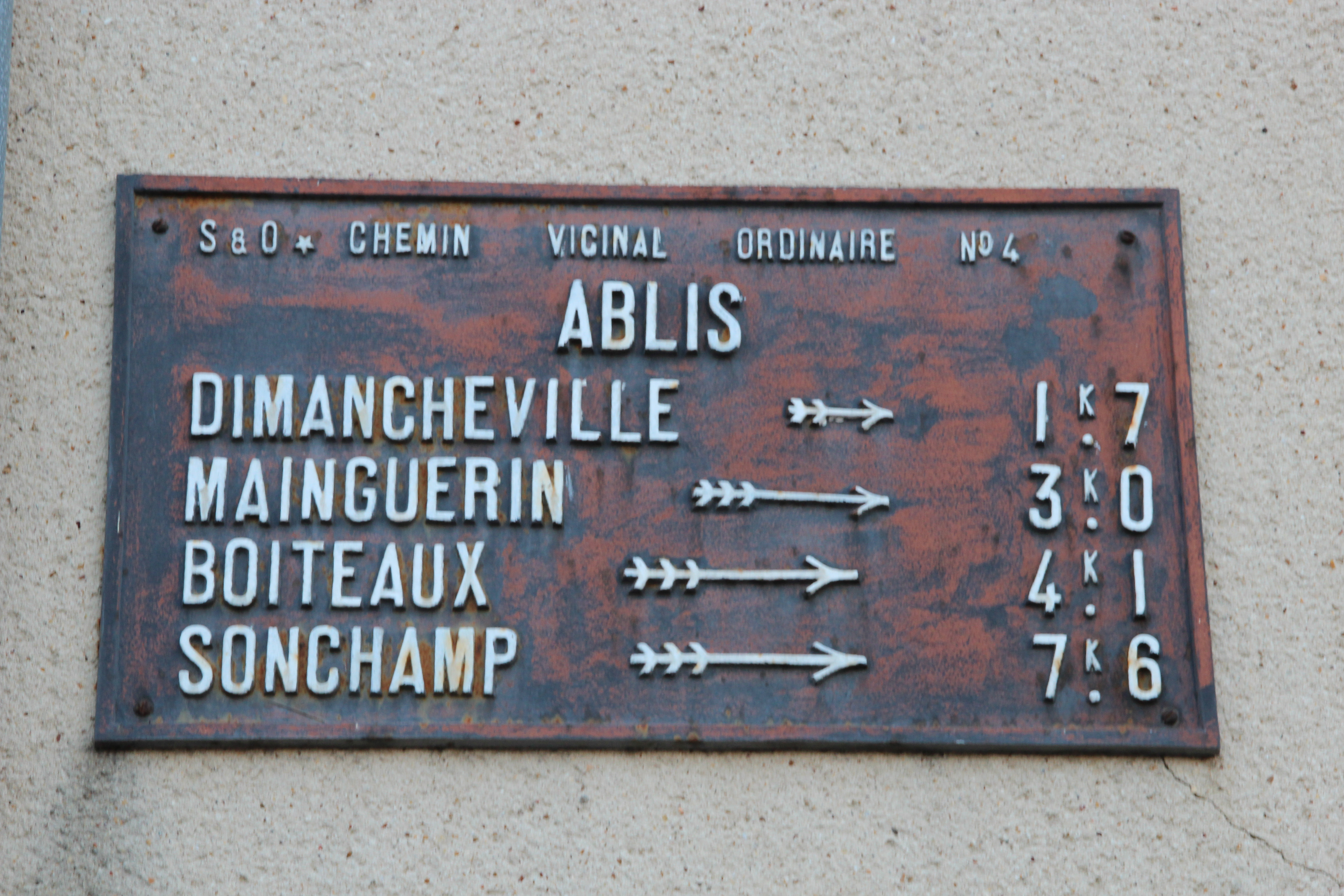
Ancienne plaque de cocher.

La commune d'Ablis se trouve dans la pointe sud des Yvelines, à 13 kilomètres au sud de Rambouillet, chef-lieu d'arrondissement et  à 49 kilomètres au sud-ouest de Versailles, la préfecture du département. C'est l'une des six communes des Yvelines appartenant à la région naturelle de la Beauce.

### Communes limitrophes
Les communes limitrophes sont : Prunay-en-Yvelines à l'ouest, d'Orsonville au sud, de Sonchamp au nord-est, Saint-Martin-de-Bréthencourt à l'est et Boinville-le-Gaillard au sud-est.

### Hydrographie
Le seul cours d'eau notable est la Rémarde qui porte dans la commune le nom de « ru de Perray ». C'est une petite rivière de 19,1 km de long qui se jette dans la Voise, affluent de l'Eure. Son cours d'abord orienté nord-sud depuis la limite intercommunale avec Sonchamp, bifurque brusquement vers l'ouest juste au nord de la ville d'Ablis.

### Climat
Pour des articles plus généraux, voir Climat de l'Île-de-France et Climat des Yvelines.
En 2010, le climat de la commune est de type climat océanique dégradé des plaines du Centre et du Nord, selon une étude du CNRS s'appuyant sur une série de données couvrant la période 1971-2000. En 2020, Météo-France publie une typologie des climats de la France métropolitaine dans laquelle la commune est exposée à un climat océanique altéré et se trouve dans la région climatique Sud-ouest du bassin Parisien, caractérisée par une faible pluviométrie, notamment au printemps (120 à 150 mm) et un hiver froid (3,5 °C).
Pour la période 1971-2000, la température annuelle moyenne est de 10,7 °C, avec une amplitude thermique annuelle de 15 °C. Le cumul annuel moyen de précipitations est de 645 mm, avec 10,7 jours de précipitations en janvier et 7,8 jours en juillet. Pour la période 1991-2020, la température moyenne annuelle observée sur la station météorologique la plus proche, située sur la commune de Sainville à 12 km à vol d'oiseau, est de 11,3 °C et le cumul annuel moyen de précipitations est de 655,5 mm,. Pour l'avenir, les paramètres climatiques de la commune estimés pour 2050 selon différents scénarios d'émission de gaz à effet de serre sont consultables sur un site dédié publié par Météo-France en novembre 2022.

## Urbanisme

### Typologie
Au 1er janvier 2024, Ablis est catégorisée bourg rural, selon la nouvelle grille communale de densité à sept niveaux définie par l'Insee en 2022.
Elle appartient à l'unité urbaine d'Ablis, une unité urbaine monocommunale constituant une ville isolée,. Par ailleurs la commune fait partie de l'aire d'attraction de Paris, dont elle est une commune de la couronne,. Cette aire regroupe 1 929 communes,.

### Occupation des sols
L'habitat est groupé dans le bourg d'Ablis, dont le noyau ancien s'est étendu par de nombreux lotissements pavillonnaires, et dans le hameau de Mainguérin, situé à trois kilomètres environ au nord d'Ablis. Plusieurs fermes isolées parsèment le plateau.
Le tableau ci-dessous présente l'occupation des sols de la commune en 2018, telle qu'elle ressort de la base de données européenne d’occupation biophysique des sols Corine Land Cover (CLC).

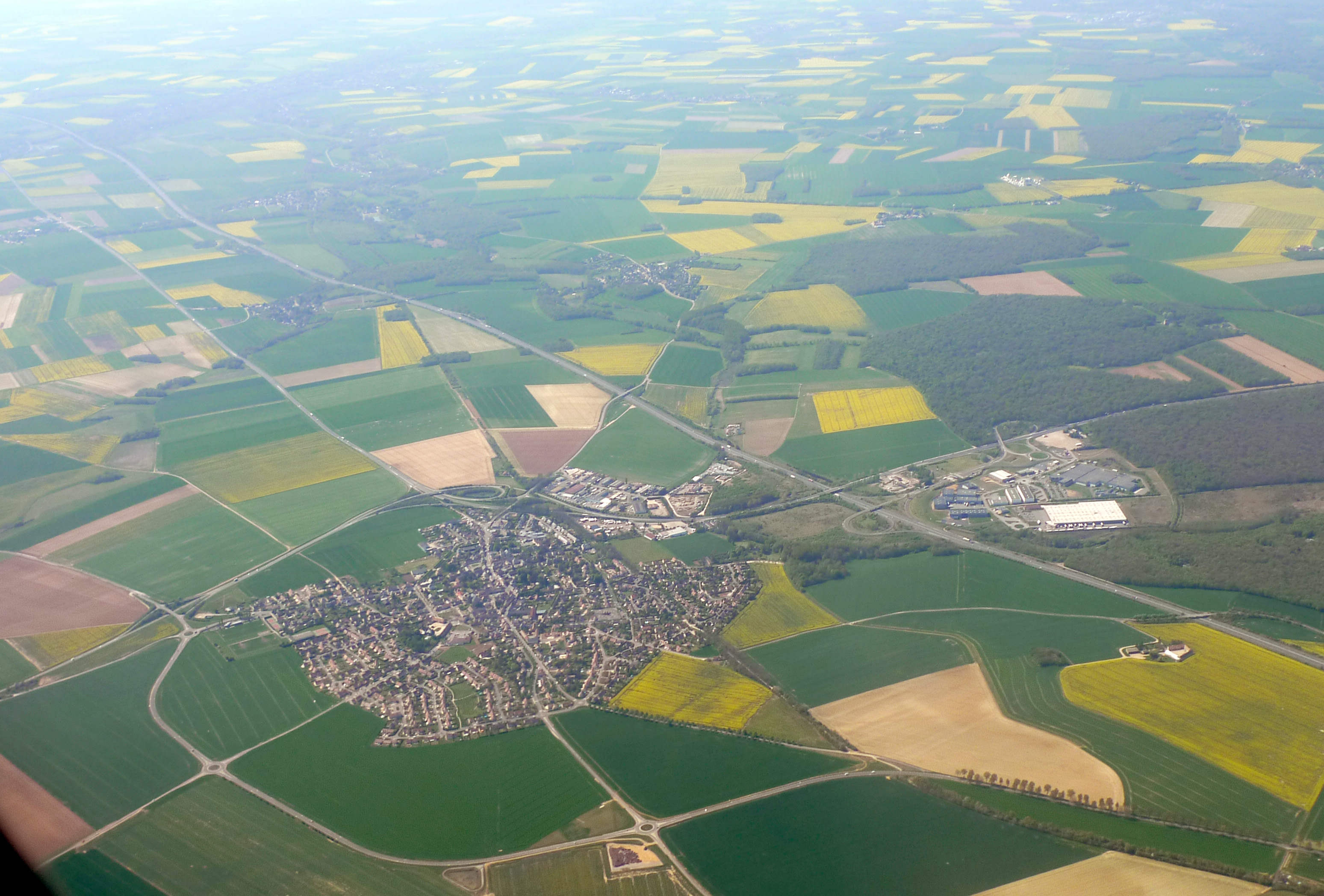
Vue d'avion d'Ablis.

| Type d’occupation                                              | Pourcentage | Superficie (en hectares) |
| -------------------------------------------------------------- | ----------- | ------------------------ |
| Tissu urbain discontinu                                        | 5,3 %       | 140                      |
| Zones industrielles ou commerciales et installations publiques | 1,7 %       | 45                       |
| Réseau routier et ferroviaire et espaces associés              | 0,9 %       | 23                       |
| Terres arables hors périmètres d'irrigation                    | 84,1 %      | 2205                     |
| Prairies et autres surfaces toujours en herbe                  | 1,0 %       | 27                       |
| Forêts de feuillus                                             | 6,9 %       | 182                      |
| Source : Corine Land Cover                                     |             |                          |

### Hameaux de la commune
Les hameaux de la commune sont Ménainville, Guéherville, Mainguérin et Long Orme.

### Voies de communications et transports
Les communications routières sont assurées principalement par deux routes nationales, la  RN 10, qui est orientée nord-sud depuis Rambouillet et bifurque à hauteur d'Ablis vers l'ouest en direction de Chartres, et par la RN 191 qui s'en détache en direction du sud-est (son tracé est confondu avec celui de la RN 10 vers le nord).
La commune est également traversée par  l'autoroute A11 (l'Océane) qui passe selon un axe est-ouest immédiatement au nord de la ville. Un échangeur doté d'une barrière de péage permet les communications avec les RN 10 et 191. Cette dernière donne accès à l'A10 à dix kilomètres environ au sud-est de la ville. La RN 10 est traitée en voie express à 2 × 2 voies entre l'échangeur autoroutier au nord et la sortie d'Ablis vers l'ouest. Plusieurs routes départementales (D 101, D 168, D 177, D 988) assurent les communications avec les communes voisines.
Les gares SNCF les plus proches de la commune sont :
- Auneau à 7 km, sur la ligne Brétigny - Tours, desservie par le TER Centre-Val de Loire ;
- Rambouillet à 15 km, sur la ligne de Paris-Montparnasse à Brest, terminus de trains de la ligne N du Transilien et desservie par des trains des réseaux TER Centre-Val de Loire et TER Pays de la Loire ;
- Dourdan à 15 km, sur la ligne Brétigny - Tours, desservie par la ligne C du RER d'Île-de-France et par le TER Centre-Val de Loire ;
- Dourdan - La Forêt, desservie par le RER C 7j/7 de 8 h à 19 h (lundi au samedi) et par 2 allers-retours le dimanche.

La commune est également  desservie par les lignes 11, 18, 23, 25 et 26 et un service de bus à la demande (TAD) du réseau de bus Centre et Sud Yvelines. Elle ne dispose cependant pas de services de bus le dimanche.

## Toponymie
Le nom de la localité est attesté sous les formes Avallocium au VIe siècle, Ablees, Abluies, Abluyes, Abbluyez, Ableiae au XIe siècle, Ableix au XIIe siècle, Abluis vers 1158.
L'explication d'Albert Dauzat, qui ne connaît pas de forme ancienne, est aujourd'hui abandonnée. En effet, il propose une formation toponymique en -(i)acum suffixe gaulois localisant à l'origine, puis marquant le propriété, précédé d'un nom de personne latin non attesté *Apilius que l'on retrouverait dans Abilly (Indre-et-Loire, [vicaria] Abiliac[ensis]).
Il s'agit vraisemblablement d'une formation toponymique gauloise, basée sur l'élément avalo « pomme », d'après l'attestation ancienne Avallocium, suivi du suffixe présumé gaulois -ocium, d'où le sens global de « pommeraie ». Homonymie possible avec Aveluy (Somme). Quant au gaulois avalo, il est fréquemment attesté dans la toponymie française, notamment dans le type Avallon.

## Histoire
Le site d'Ablis tire son importance de sa situation de carrefour, à l’intersection des voies qui relient Orléans et Poissy en direction du Valois et de la Picardie, Carnotum (Chartres) et la Bretagne. Le site montre une occupation celte au deuxième âge du fer, notamment la présence d'un sanctuaire gaulois. Il est occupé à l’époque gallo-romaine, comme l’atteste la découverte de poterie rouges et noires, ainsi que de monnaies et de scories de laitier.
On suppose qu'Ablis est le lieu de la bataille d'Avollocium de 574 entre Chilpéric, roi de Neustrie, et Sigebert, roi d'Austrasie,.
En 1168, le seigneur d'Auneau fait donation de la terre Prouverlu (Provelu) situé sur le territoire. À cette époque on dénombrait plusieurs seigneuries : hameau d'Ablis, Gucherville, Labée, Long-Orme, Menaiville-Château, Demangeville-Mainguérin, Presle et Prouverlu.
Vers 1380, Ablis est mentionné comme étant un petit bourg  sur l'étang du même nom.
Durant le Moyen Âge, Ablis appartient à la châtellenie de Bréthencourt propriété de Gui Ier de Rochefort avant d'être la propriété des familles d'Auneau puis de Gallardon.
Le village souffrit beaucoup durant la guerre de Cent Ans. En 1328, après la victoire de Cassel, Philippe de Valois se rendit à la cathédrale de Chartres afin de rendre grâce à Dieu, il passa à Ablis. À la suite des croisades, le pays fut infesté par la maladie de la lèpre et plusieurs léproseries, ou maladreries, furent construits dans le diocèse de Chartres dont une à Ablis. Elle était située à l'emplacement de la chapelle Sainte-Madeleine qui est désormais détruite et ou une croix marque le lieu.
Le village est fortifié mais cela ne l'empêche pas pendant les guerres de religion, d'être occupé le 16 décembre 1562 par l'armée protestante en marche sur Chartres. Les chefs de l'armée (Condé et Coligny) y décident de changer de stratégie et de marcher sur Dreux, ce qui débouchera sur la bataille de Dreux.
En 1629, le seigneur d'Ablis est Pierre Poncet de la Rivière, baron de Presles, auditeur des comptes et conseiller d'État. En février 1658, Pierre Poncet de la Rivière fait ériger Ablis en comté. En 1764, après la mort du dernier comte d'Ablis, la seigneurie passa à Madame de Carcado puis à Louis-Alexandre Le Sénéchal de Carcado-Molac.
Le 8 octobre 1870 au petit matin, 130 francs-tireurs de Paris, sous les ordres du commandant Ernest de Lipowski, venant de Denonville, attaquent un détachement du 4e escadron du 16e régiment de cavalerie de Schleswig-Holstein et un piquet d'infanterie du 11e régiment bavarois en poste à Ablis. Les francs-tireurs se replièrent en emmenant 70 prisonniers et 200 chevaux. En représailles à cette attaque, connue sous le nom de surprise d'Ablis, les Allemands brûlèrent 120 maisons, fusillèrent 6 habitants et emmenèrent 22 otages à leur QG du Mesnil-Saint-Denis qui furent finalement relâchés le lendemain,,,.
La commune fut desservie par la ligne de chemin de fer Paris-Chartres par Gallardon qui ne fut jamais totalement achevée mais fonctionna entre 1917 et 1939 avant d'être totalement déclassée.
En 1934, création de la coopérative agricole de céréales.
Le 18 août 1944, Ablis est la première commune des Yvelines à être libérée.

## Politique et administration

### Rattachements administratifs et électoraux

#### Rattachements administratifs et judiciaires
Antérieurement à la loi du 10 juillet 1964, la commune faisait partie du département de Seine-et-Oise. La réorganisation de la région parisienne en 1964 fit que la commune appartient désormais au département des Yvelines et à son arrondissement de Rambouillet après un transfert administratif effectif au 1er janvier 1968.
Elle faisait partie depuis 1801 du canton de Dourdan-Sud de Seine-et-Oise. Lors de la mise en place des Yvelines, elle intègre le canton de Saint-Arnoult-en-Yvelines. Dans le cadre du redécoupage cantonal de 2014 en France, cette circonscription administrative territoriale a disparu, et le canton n'est plus qu'une circonscription électorale.

#### Rattachements électoraux
Pour les élections départementales, la commune fait partie depuis 2014 du canton de Rambouillet.
Pour l'élection des députés, elle fait partie de la dixième circonscription des Yvelines.

### Intercommunalité
Ablis était le siège de la communauté de communes Contrée d'Ablis-Porte des Yvelines, un établissement public de coopération intercommunale (EPCI) à fiscalité propre créé fin  2003 et auquel la commune avait transféré un certain nombre de ses compétences, dans les conditions déterminées par le code général des collectivités territoriales. Cette intercommunalité devient une communauté d'agglomération en 2015 sous le nom de Rambouillet Territoires communauté d’agglomération Rambouillet Territoires (RTCA).
Dans le cadre des dispositions de la loi portant nouvelle organisation territoriale de la République du 7 août 2015, qui prévoit que les établissements publics de coopération intercommunale (EPCI) à fiscalité propre doivent avoir un minimum de 15 000 habitants, cette intercommunalité a fusionné ses voisines pour former, le 1er janvier 2017, la communauté d'agglomération dénommée Rambouillet Territoires dont est désormais membre la commune.

### Tendances politiques et résultats
Lors des élections européennes de 2019, le taux de participation d’Ablis est supérieur à la moyenne (54,12 % contre 50,12 % au niveau national). La liste du Rassemblement national arrive en tête avec 23,15 % des suffrages, contre 23,31 % au niveau national. La liste de la République en Marche obtient 22,48 % des voix, contre 22,41 % au niveau national. La liste d’Europe Écologie Les Verts réalise un score de 11,57 % des votes, contre 13,48 % au niveau national. La liste des Républicains fait un score de 7,83 % des suffrages, contre 8,48 % au niveau national. La liste de la France Insoumise obtient 6,00 % des voix, contre 6,31 % au niveau national. La liste du Parti Socialiste réalise un score de 5,83 % des votes, contre 6,13 % au niveau national. La liste de Debout La France fait un score de 5,16 %, contre 3,51 % au niveau national. Les autres listes obtiennent des scores inférieurs à 5 %.

### Liste des maires
| Période                                  | Période                    | Identité            | Étiquette   | Qualité |
| ---------------------------------------- | -------------------------- | ------------------- | ----------- | --- |
| Les données manquantes sont à compléter. |                            |                     |             | |
| 1871                                     | 1876                       | Athanase Barbier    |             | |
| 1888                                     | 1923                       | Pierre Trouvé       |             | Négociant en bois Conseiller général de Seine-et-Oise                                                                     |
| Les données manquantes sont à compléter. |                            |                     |             | |
| 1945                                     | 1972                       | Émile Perrot        |             | |
| Les données manquantes sont à compléter. |                            |                     |             | |
| mars 1977                                | juillet 2020               | Jean-Louis Barth    | PS puis DVG | Professeur d'enseignement technique retraité Conseiller général de Saint-Arnoult-en-Yvelines (1979 → 1985 et 1998 → 2015) |
| juillet 2020,                            | En cours (au 6 avril 2021) | Jean-François Siret | SE          | Professeur retraité Vice-président de la CA Rambouillet Territoires (2020 → )                                             |

### Jumelages
- Wendelsheim (Allemagne) depuis 1979. Wendelsheim est un quartier de la ville de Rottenburg am Neckar.

## Population et société

### Démographie

#### Évolution démographique
L'évolution du nombre d'habitants est connue à travers les recensements de la population effectués dans la commune depuis 1793. Pour les communes de moins de 10 000 habitants, une enquête de recensement portant sur toute la population est réalisée tous les cinq ans, les populations de référence des années intermédiaires étant quant à elles estimées par interpolation ou extrapolation. Pour la commune, le premier recensement exhaustif entrant dans le cadre du nouveau dispositif a été réalisé en 2008.

En 2022, la commune comptait 3 814 habitants, en évolution de +11 % par rapport à 2016 (Yvelines : +2,72 %, France hors Mayotte : +2,11 %).
| 1793  | 1800 | 1806 | 1821 | 1831 | 1836 | 1841 | 1846  | 1851 |
| ----- | ---- | ---- | ---- | ---- | ---- | ---- | ----- | ---- |
| 1 150 | 790  | 809  | 966  | 901  | 903  | 964  | 1 009 | 964  |

| 1856 | 1861 | 1866  | 1872 | 1876 | 1881 | 1886 | 1891  | 1896  |
| ---- | ---- | ----- | ---- | ---- | ---- | ---- | ----- | ----- |
| 970  | 934  | 1 001 | 898  | 883  | 879  | 965  | 1 006 | 1 008 |

| 1901 | 1906 | 1911 | 1921 | 1926 | 1931 | 1936 | 1946  | 1954  |
| ---- | ---- | ---- | ---- | ---- | ---- | ---- | ----- | ----- |
| 991  | 985  | 996  | 950  | 981  | 958  | 986  | 1 099 | 1 014 |

| 1962  | 1968  | 1975  | 1982  | 1990  | 1999  | 2006  | 2008  | 2013  |
| ----- | ----- | ----- | ----- | ----- | ----- | ----- | ----- | ----- |
| 1 034 | 1 100 | 1 115 | 1 367 | 2 033 | 2 705 | 3 142 | 3 260 | 3 250 |

| 2018  | 2022  | - | - | - | - | - | - | - |
| ----- | ----- | - | - | - | - | - | - | - |
| 3 443 | 3 814 | - | - | - | - | - | - | - |

#### Pyramide des âges
En 2018, le taux de personnes d'un âge inférieur à 30 ans s'élève à 38,6 %, soit au-dessus de la moyenne départementale (38,0 %). À l'inverse, le taux de personnes d'âge supérieur à 60 ans est de 18,1 % la même année, alors qu'il est de 21,7 % au niveau départemental.
En 2018, la commune comptait 1 694 hommes pour 1 749 femmes, soit un taux de 50,80 % de femmes, légèrement inférieur au taux départemental (51,32 %).
Les pyramides des âges de la commune et du département s'établissent comme suit.
| Hommes | Classe d’âge | Femmes |
| ------ | ------------ | ------ |
| 0,1    | 90 ou +      | 1,6    |
| 3,7    | 75-89 ans    | 4,9    |
| 12,8   | 60-74 ans    | 13,0   |
| 22,1   | 45-59 ans    | 20,4   |
| 22,3   | 30-44 ans    | 21,8   |
| 16,8   | 15-29 ans    | 15,7   |
| 22,1   | 0-14 ans     | 22,6   |

| Hommes | Classe d’âge | Femmes |
| ------ | ------------ | ------ |
| 0,6    | 90 ou +      | 1,4    |
| 6      | 75-89 ans    | 7,8    |
| 13,5   | 60-74 ans    | 14,8   |
| 20,7   | 45-59 ans    | 20,1   |
| 19,6   | 30-44 ans    | 19,9   |
| 18,5   | 15-29 ans    | 16,8   |
| 21,2   | 0-14 ans     | 19,2   |

### Enseignement
La commune compte deux écoles : école maternelle Jean-de-la-Fontaine — qui accueille en 2020-2021 157 élèves, soit une croissance de 17 % en 2 ans — et l'école élémentaire Léonard-de-Vinci.

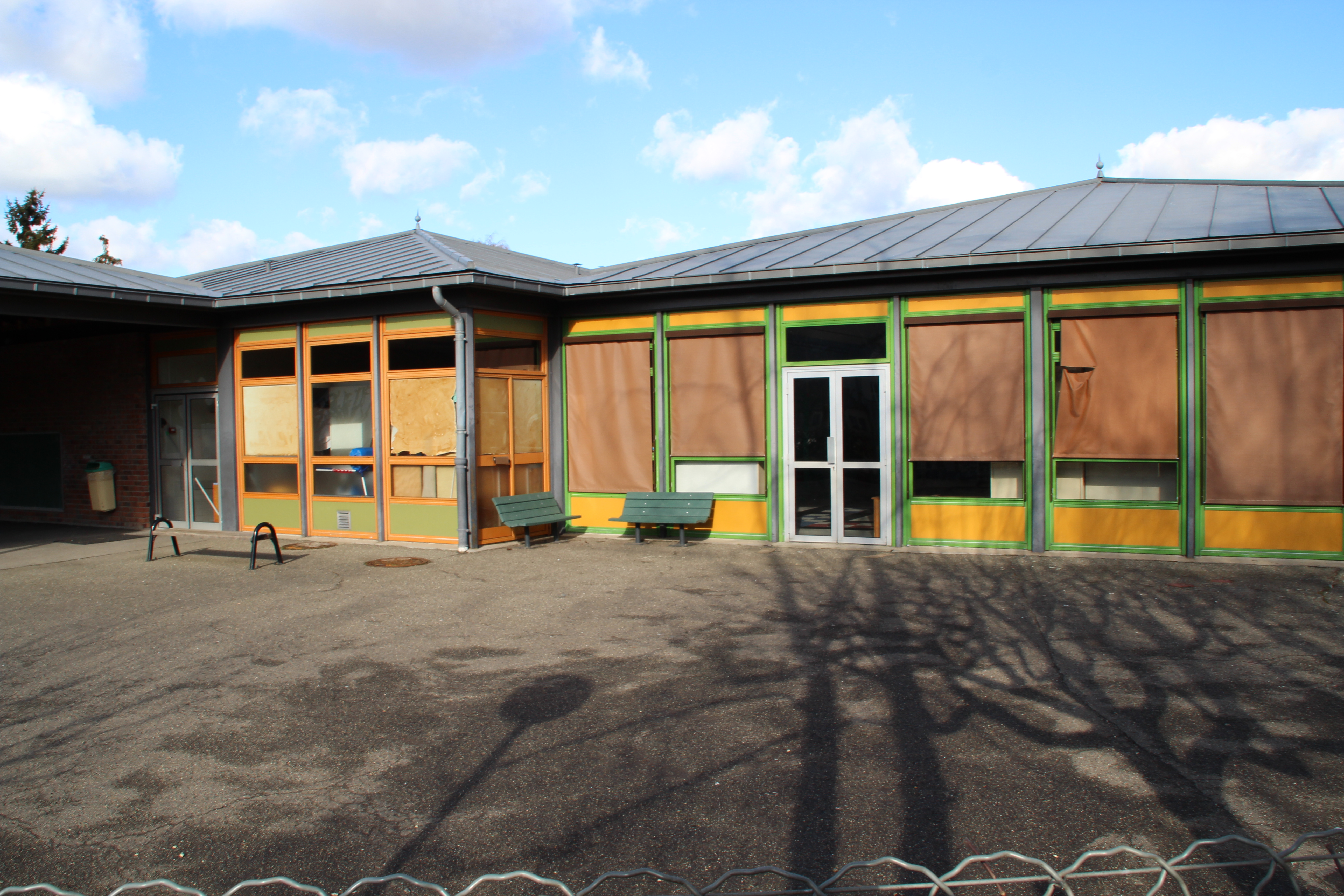
École maternelle Jean-de-la-Fontaine.
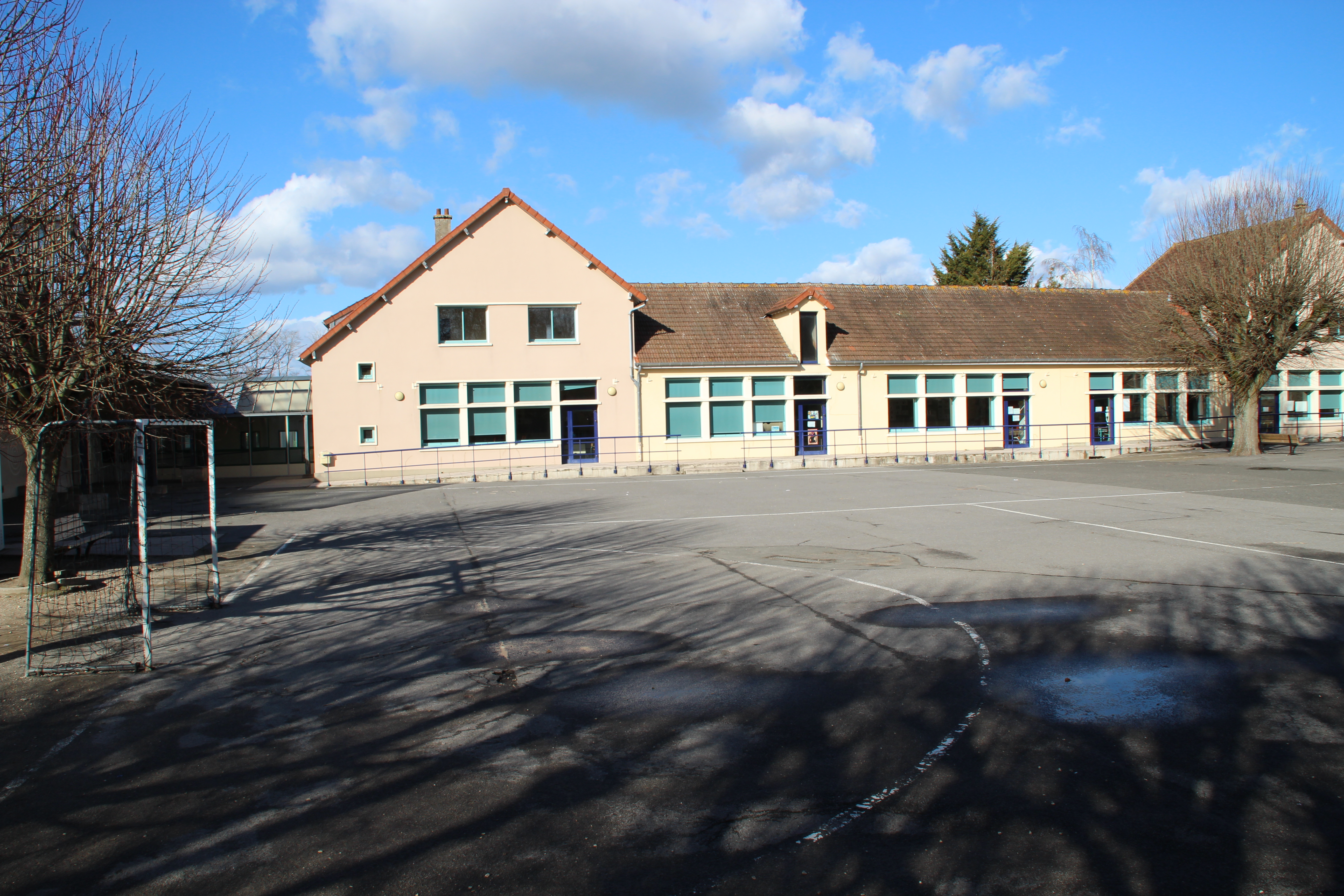
École élementaire Léonard-de-Vinci.

### Sports

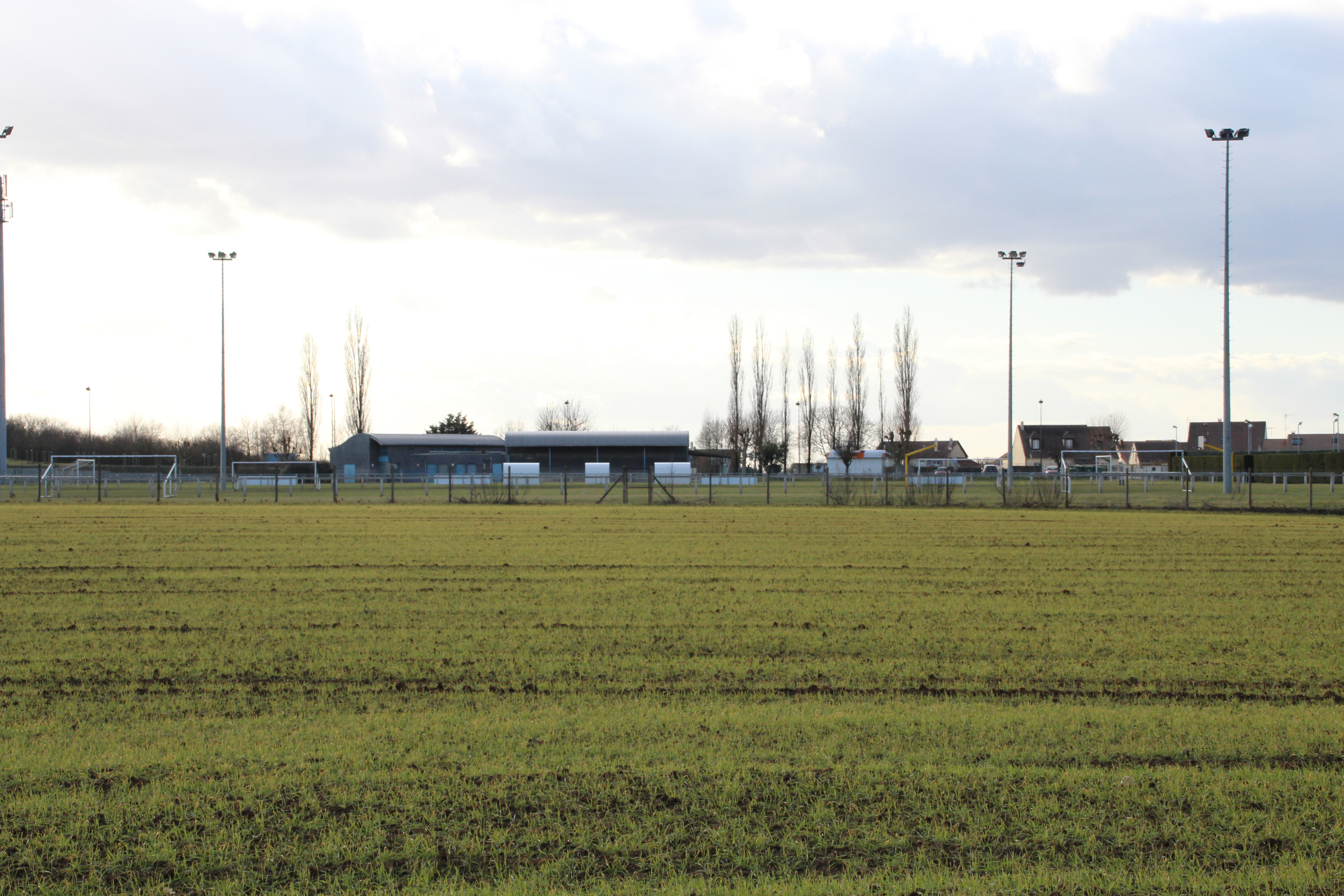
Le Stade.

- Handball, basket-ball, football, escalade, gymnastique, cours de danse[réf. nécessaire].

### Manifestations culturelles et festivités
Fête du village durant trois jours, avec fête foraine ainsi qu'un feu d'artifice suivi du défilé de char avec la reine d'Ablis.

## Économie
L'activité économique de la commune est marquée par l'agriculture (culture céréalière) ainsi que par la zone d'activités près de l'échangeur de l'A11[réf. nécessaire].
La commune accueille notamment le site de production de l'entreprise Daco Bello, qui, avec ses 150 salariés en 2020, sélectionne, produit et commercialise des fruits secs, l'entreprise ALDI Marché (Centrale d'Achat), la société MOBIKA (meubles de bureau, de jardin...).
En 2025, une immense plateforme logistique de Lidl ouvrira dans la commune.

## Culture locale et patrimoine

### Lieux et monuments

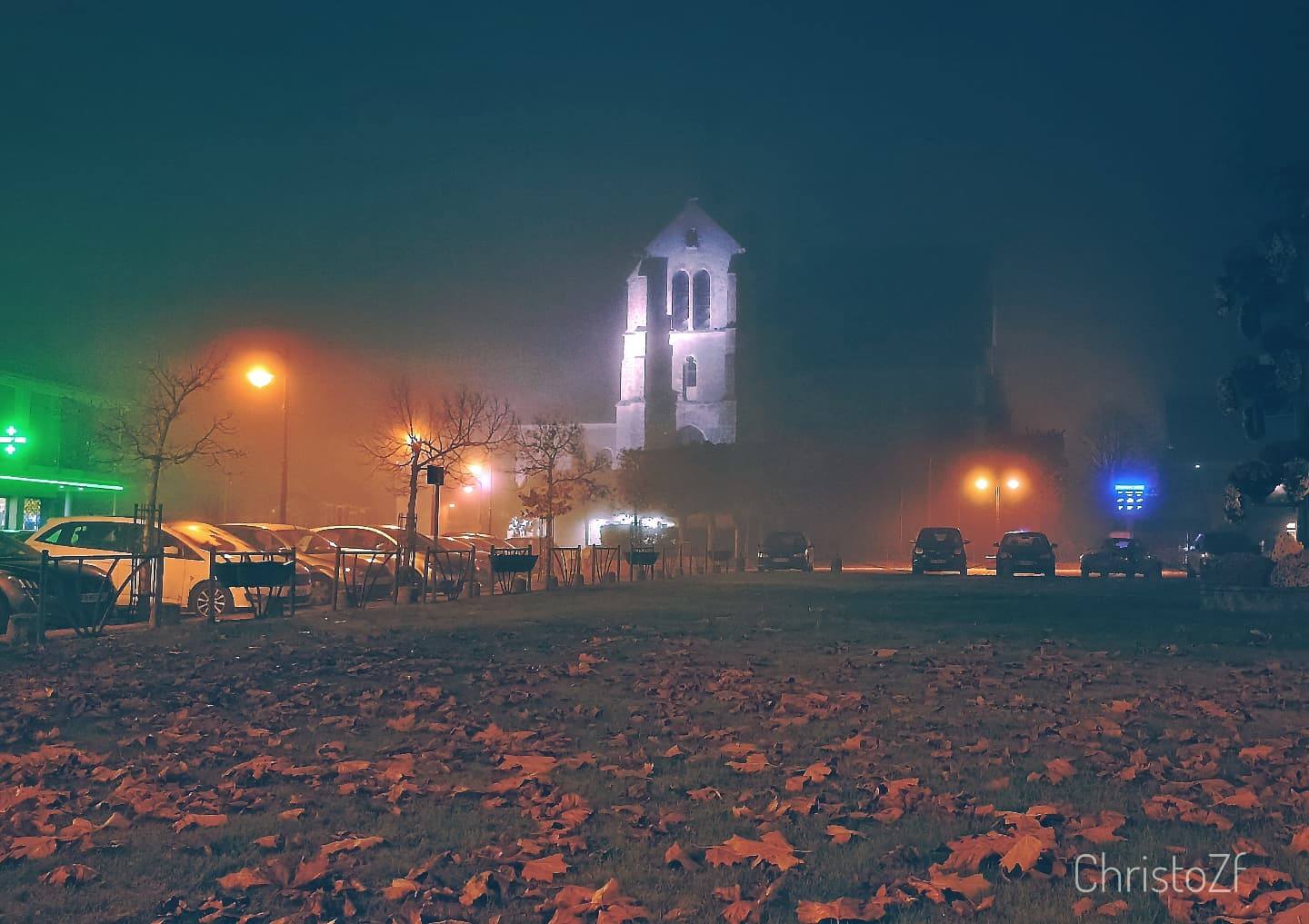
Église de nuit dans la brume.

- Église de nuit dans la brume.Église Saint-Pierre-Saint-Paul : église remontant au XIe siècle, clocher du XIIe siècle, nef agrandie au XVIIe. L'édifice fait l'objet d'une protection par l'inscription à l'inventaire des Monuments Historiques depuis 1950[45]. Lors d'une restauration, de nouveaux vitraux ont été posés entre 1866 et 1874, dus à Nicolas Lorin. Voir aussi : Vitrail de la vie de la Vierge (Ablis)
- Ancienne abbaye Saint-Épain-Saint-Blaise : bâtiment du XVIe siècle et prieuré du XIIe siècle, deux tourelles en poivrières. Ce prieuré bénédictin fondé en 1115 par Geoffroy de Praelles dépendait de l'abbaye Notre-Dame de Josaphat[46].
- Vieil hôtel du Heaume où aurait séjourné Guillaume le Conquérant.
- Ancien hospice fondé au XIIe siècle, bâtiment du XVIIe siècle.
- Ancienne chapelle Sainte-Madeleine du XIIe siècle.
- Ferme fortifiée datant de la fin du Moyen Âge à Long-Orme, lieu-dit dépendant de la commune d'Ablis.
- Borne de la Liberté rappelant l'avancée des troupes alliées lors de la Libération de la France, implantée le long de la RN 191 et réimplantée en 2017 devant la ferme La Biche[47].

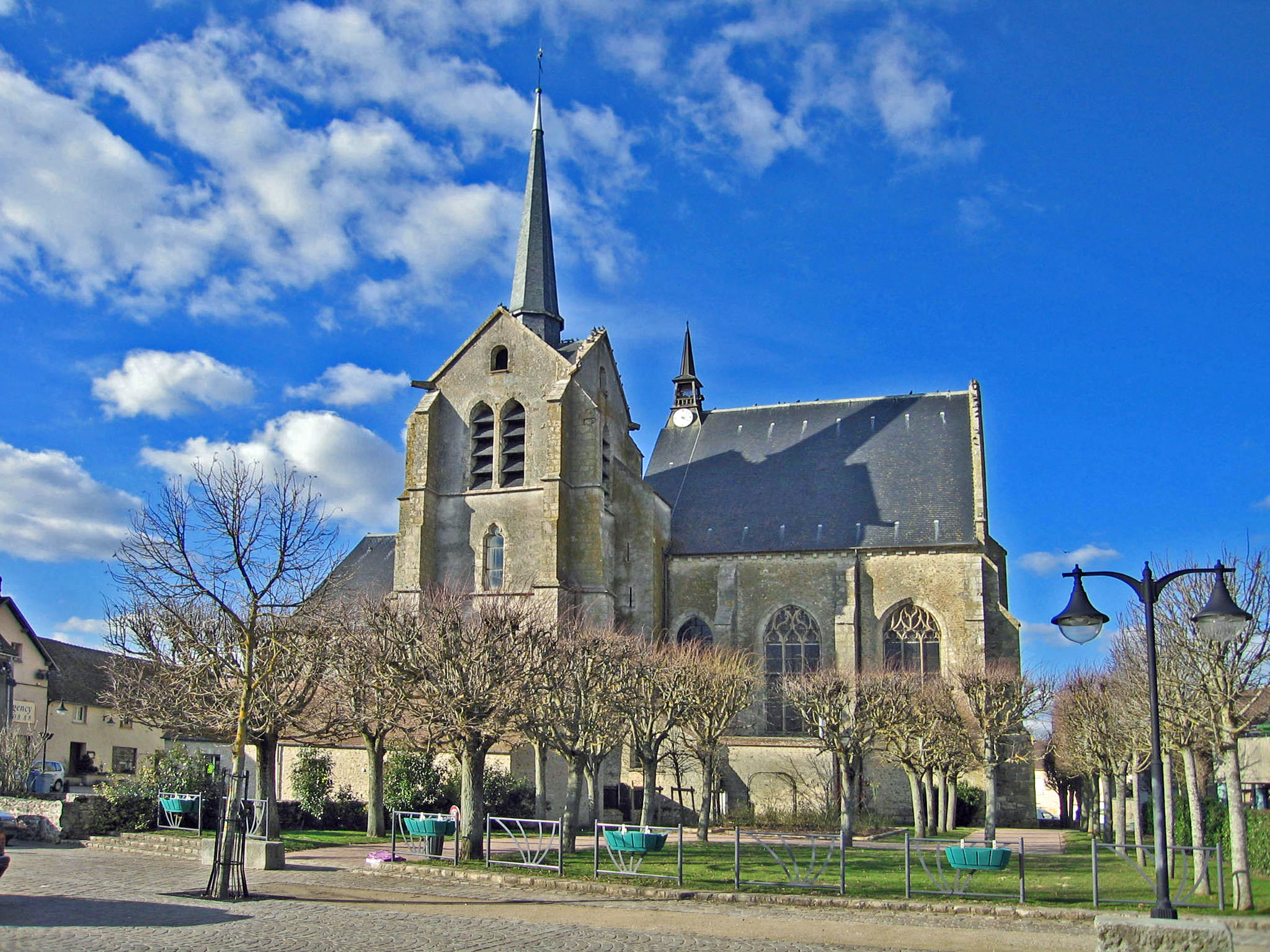
L'église.
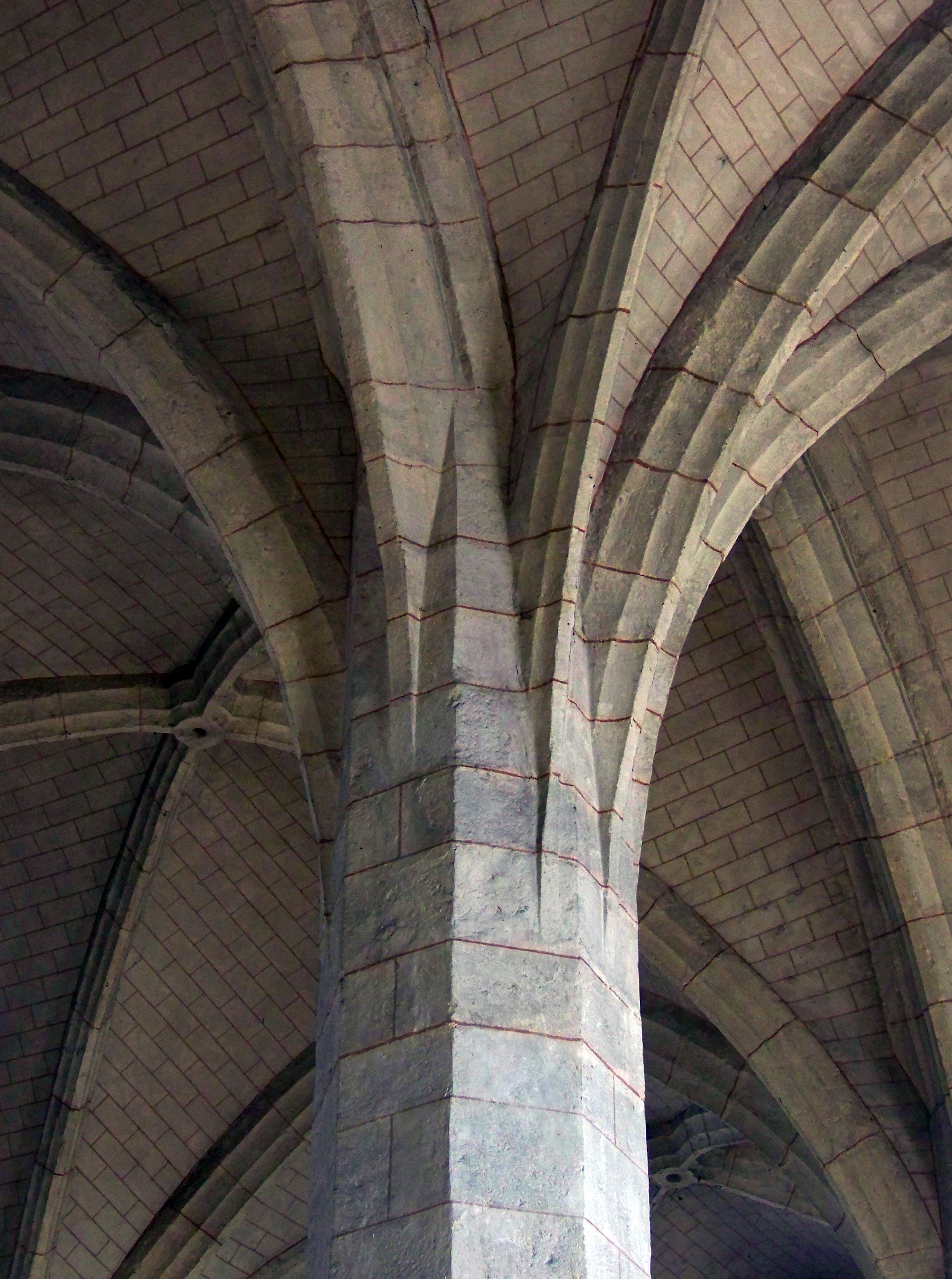
Pilier et nervures des voutes de l'église.
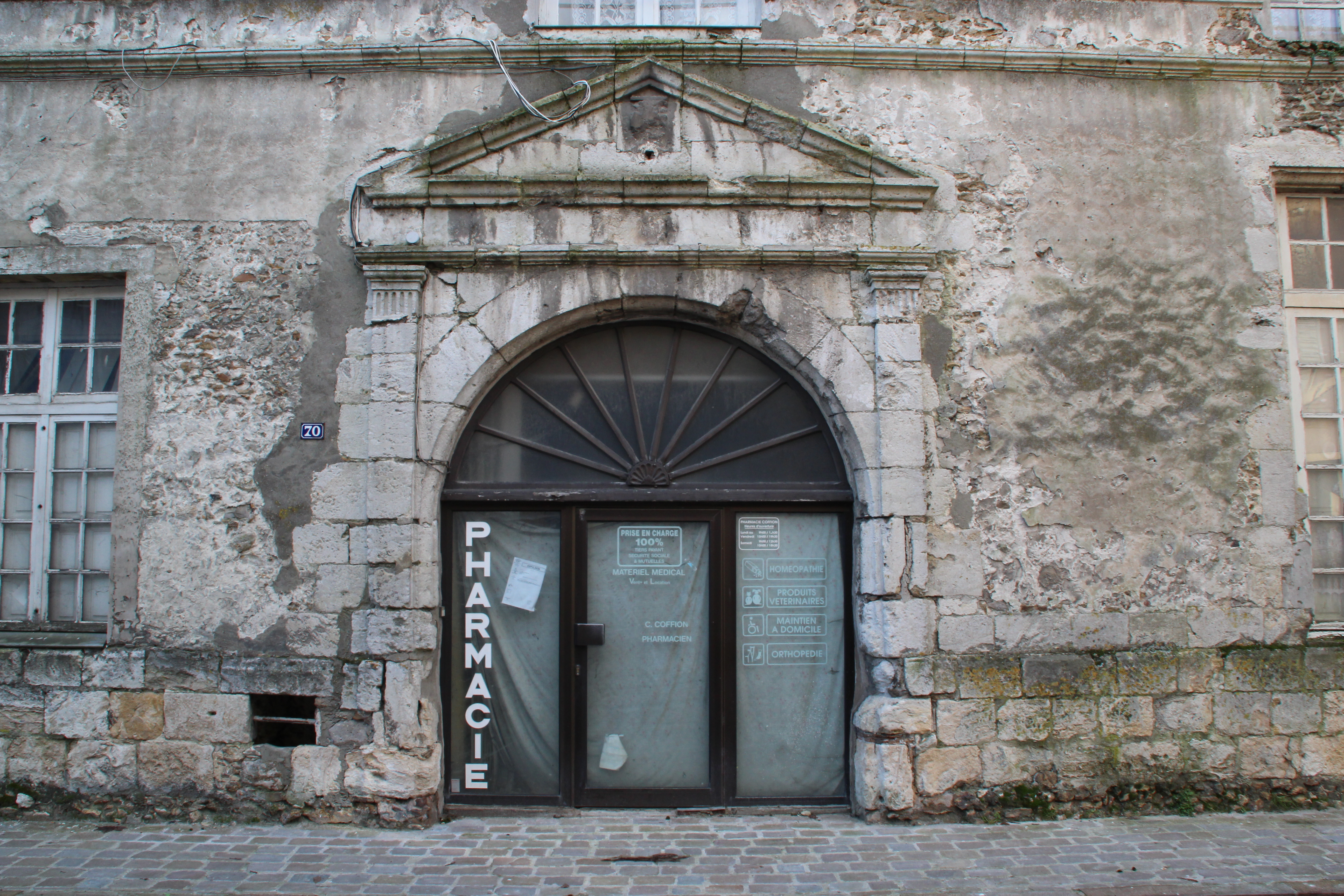
Portail de l'ancienne abbaye.
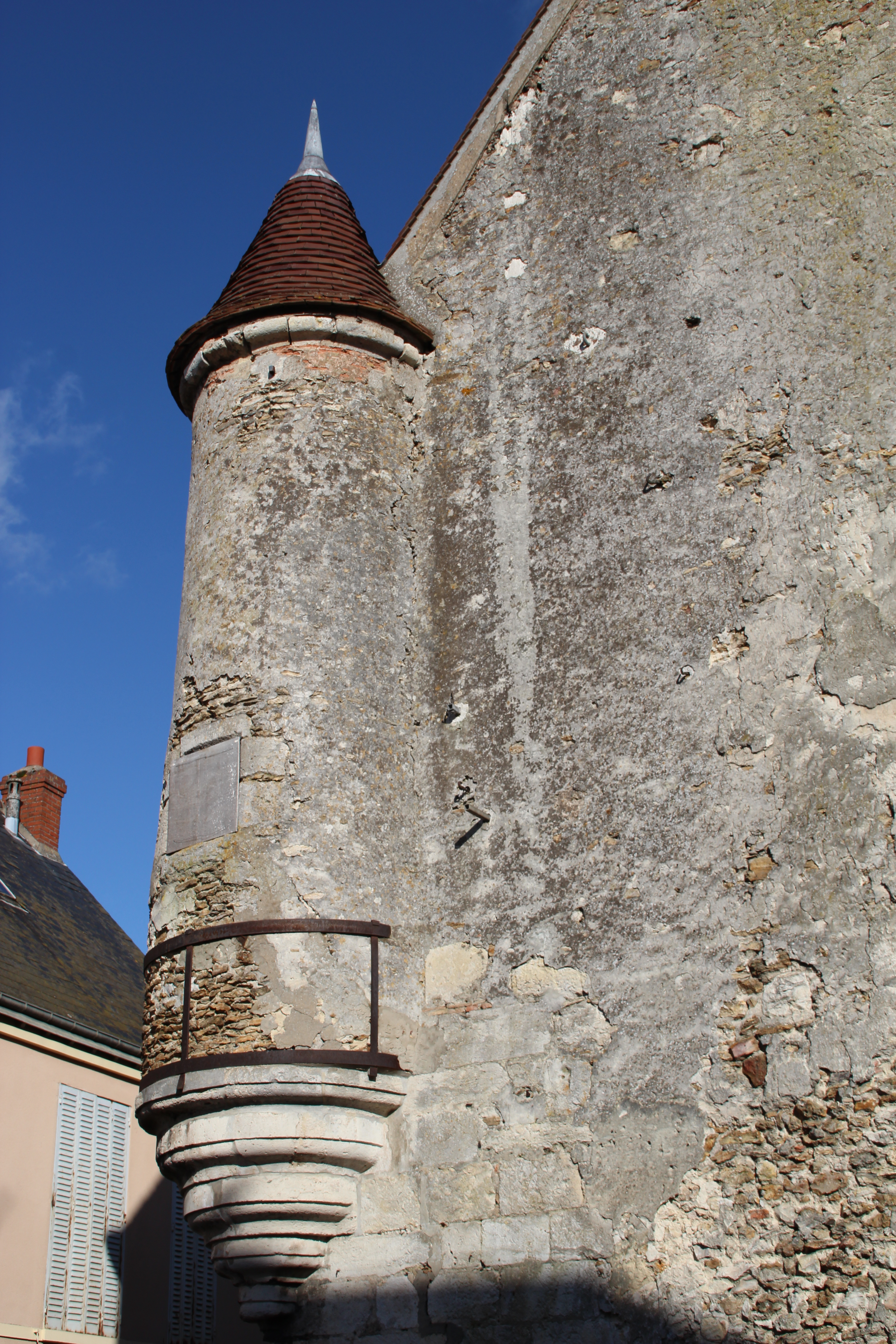
Tourelle en poivrière de l'ancienne abbaye.
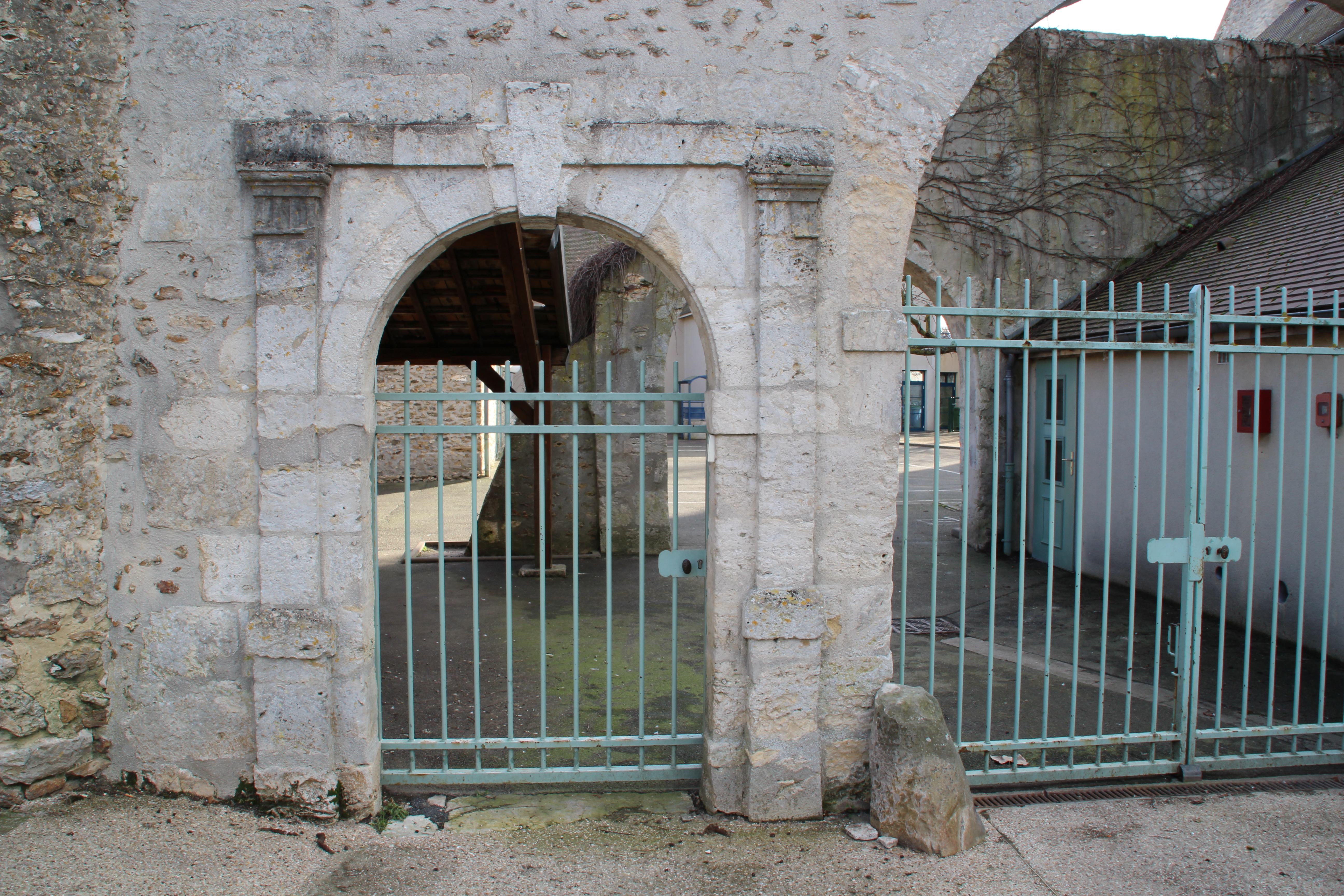

### Personnalités liées à la commune
- Geoffroy d'Ablis, mort entre 1316 et 1319 à Lyon, religieux dominicain, inquisiteur célèbre, grand pourfendeur de cathares.

### Héraldique
| Armes d'Ablis | Les armes d'Ablis se blasonnent ainsi : D'azur à gerbe de blé d'or sommée de deux tourterelles affrontées également d'or, le tout accompagné en chef d'une étoile d'argent. Ce blason appartient aux armoiries de la famille Poncet de la Rivière, membre du Parlement de Paris (juge), en faveur duquel la terre d'Ablis est érigée en comté en 1658. |